# Barbania
Barbania is een gemeente in de Italiaanse provincie Turijn (regio Piëmont) en telt 1538 inwoners (31-12-2004). De oppervlakte bedraagt 12,8 km², de bevolkingsdichtheid is 120 inwoners per km².

## Demografie
Barbania telt ongeveer 708 huishoudens. Het aantal inwoners steeg in de periode 1991-2001 met 6,3% volgens cijfers uit de tienjaarlijkse volkstellingen van ISTAT.
| Jaar | Inwoneraantal |
| ---- | ------------- |
| 1991 | 1391          |
| 2001 | 1479          |

## Geografie
Barbania grenst aan de volgende gemeenten: Rivara, Busano, Rocca Canavese, Levone, Vauda Canavese, Front.
1. ↑  https://demo.istat.it/?l=it.